# 3029 Sanders
A 3029 Sanders (ideiglenes jelöléssel 1981 EA8) a Naprendszer kisbolygóövében található aszteroida. Schelte J. Bus fedezte fel 1981. március 1-én.